# Varre-Sai
Varre-Sai är en kommun i Brasilien.   Den ligger i delstaten Rio de Janeiro, i den sydöstra delen av landet, 900 km sydost om huvudstaden Brasília. Antalet invånare är 9 503. Arean är 189 kvadratkilometer.
Terrängen i Varre-Sai är kuperad söderut, men norrut är den platt.
Omgivningarna runt Varre-Sai är huvudsakligen savann. Runt Varre-Sai är det ganska glesbefolkat, med 39 invånare per kvadratkilometer.